# Netomocera meridionalis
Netomocera meridionalis (лат.) — вид паразитических наездников из семейства Pteromalidae (Chalcidoidea) отряда перепончатокрылые насекомые, в составе подсемейства Diparinae. Северная Америка (Мексика и штат Флорида, США).

## Описание
Мелкие хальцидоидные наездники с коренастым телом. Длина самок от 1,00 до 1,75 мм (самцы от 0,75 до 1,60 мм). Основная окраска желтовато-коричневая. Формула члеников усиков: 1-1-1-7-3. Жгутик усика самок булавовидный с асимметричной булавой, самцы имеют длинные нитевидные антенны, без дифференцированной булавы, и оба пола обладают широким субквадратным петиолем. Самки макроптерные и брахиптерные, самцы макроптерные. Оба пола имеют крупный первый тергит, занимающий как минимум половину длины брюшка. Хозяева неизвестны, предположительно ими являются личинки насекомых.

## Систематика
Вид Netomocera был впервые описан в 2019 году румынским энтомологом Mircea-Dan Mitroiu («Alexandru Ioan Cuza» University of Iași, Faculty of Biology, Яссы, Румыния). Вид Netomocera meridionalis сходен с таксоном Netomocera nearctica. Видовое название N. meridionalis дано по области распространения (южная часть Северной Америки).